# クウィタ・イジナ

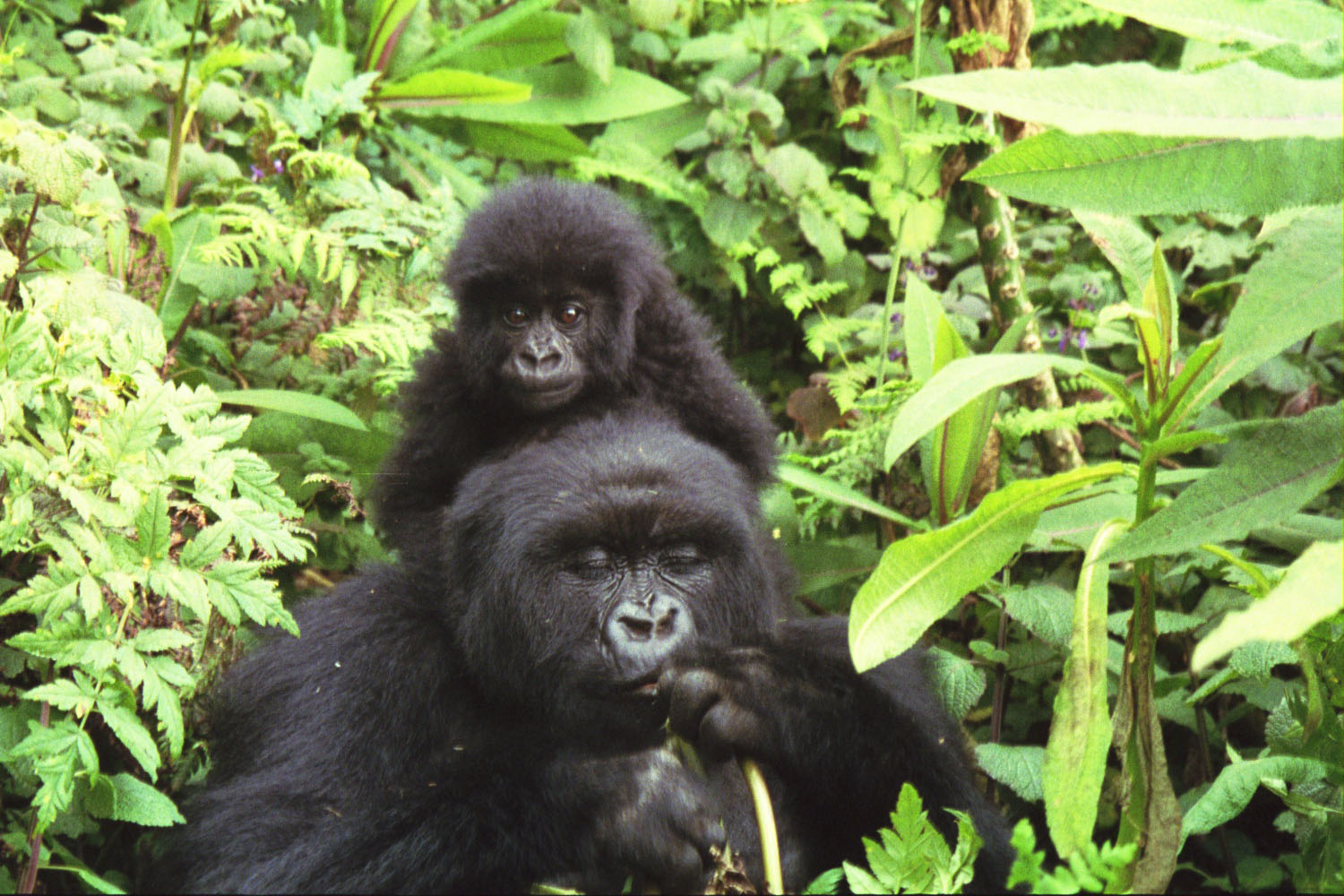
ヴィルンガ山地の火山国立公園に生息するゴリラの母子

クウィタ・イジナ（Kwita Izina）は、新しく生まれたゴリラに名前を付けるルワンダの儀式である。クウィタ・イジナとは、ルワンダ語で"名前を与えること"を意味する。

## 概要
ルワンダにおいて、ゴリラに名前を付けるのは数百年の歴史を持つ伝統的行為である。現在行われているクウィタ・イジナは、伝統的な儀式の一環として2005年にルワンダ政府開発局によって始められた。この儀式は、名前を付けることで自然環境に生息する個々のゴリラや、ゴリラの群れの監視に役立てることのほか、ゴリラの保護や、マウンテンゴリラの貴重な生息地であるルワンダ北部のヴィルンガ山地における環境保護の重要性について、地元地域や世界各国の関心を集める手段として始められたことが知られている。
2009年6月に行われた第五回のクウィタ・イジナは火山国立公園で行われ、18頭のゴリラの赤ちゃんに名前が付けられた。